# W 모터스 라이칸 하이퍼스포트
W 모터스 라이칸 하이퍼스포트(영어: W Motors Lykan HyperSport)는 레바논의 W 모터스에서 2013년부터 2017년까지 생산했던 슈퍼카이다. 생산 댓수는 총 7대이며,최초의 시제차량이 2013년 2월 카타르 모터쇼에서 대중에게 공개되었다.

## 가격 및 판매
340만 달러로 라이칸 하이퍼스포트는 생산 당시 세 번째로 비싼 양산 차량이었고, 보석이 박힌 헤드라이트를 가진 최초의 자동차이다. 여기에는 440개의 다이아몬드(15캐럿)가 있는 티타늄 LED 블레이드가 포함되어 있다.구매자는 색상 선택에 따라 구매 시 차량 헤드라이트에 통합할 루비, 다이아몬드, 옐로우 다이아몬드 및 사파이어를 선택했다. 자동차는 또한 대화형 모션 기능이 있는 센터 콘솔의 홀로그램 디스플레이 시스템과 시트의 금색 스티칭을 사용한다. 2015년 6월, 아부다비 경찰은 라이칸 하이퍼스포트를 구입했다.아부다비 경찰차는 총 7대에 포함되어 고객이 구매할 수 있는 차량은 6대뿐이다.

## 사양

### 파워트레인
라이칸 하이퍼스포트의 파워트레인은 RUF 오토모빌에서 개발한 3.7 L (3,746 cc) 트윈 터보차저 플랫 6 엔진으로 구동되며, 7,100rpm 및 960 N·m (708 lb·ft)에서 581.6 kW (780 hp)의 최대 출력을 생성한다.엔진은 후방 중앙에 장착되어 동력을 후방 바퀴로 전달된다.

### 바퀴
라이칸 하이퍼스포트에는 전면 19인치, 후면 20인치 직경의 단조 알루미늄 휠이 장착되어 있다. 타이어는 앞쪽에 255/35 ZR19, 뒤쪽에 335/30 ZR20 코드가 있는 Pirelli P Zeros이다. 브레이크에는 각각 직경이 380mm이고 전면 및 후면에 6 피스톤 알루미늄 캘리퍼를 사용하는 통풍 세라믹 복합 디스크가 있다.

## 성능
W 모턱스는 기어비 설정에 따라 최고 속도가 395 km/h (245 mph)라고 주장하였다. 이 자동차는 독립적인 테스트가 수행되지 않았지만 0-100km/h(0-62mph)에서 2.8초, 0-200km/h(0-125mph)에서 9.4초의 가속 시간을 주장했다. W 모터스는 2013년 두바이에서 차량 시연을 했으며 차량 성능을 기록했다고 주장했다.

## 비디오 게임에서의 등장
- 3D운전교실
- 포르자 호라이즌 4
- 아스팔트 8: 에어본
- 아스팔트 9: 레전드

## 갤러리

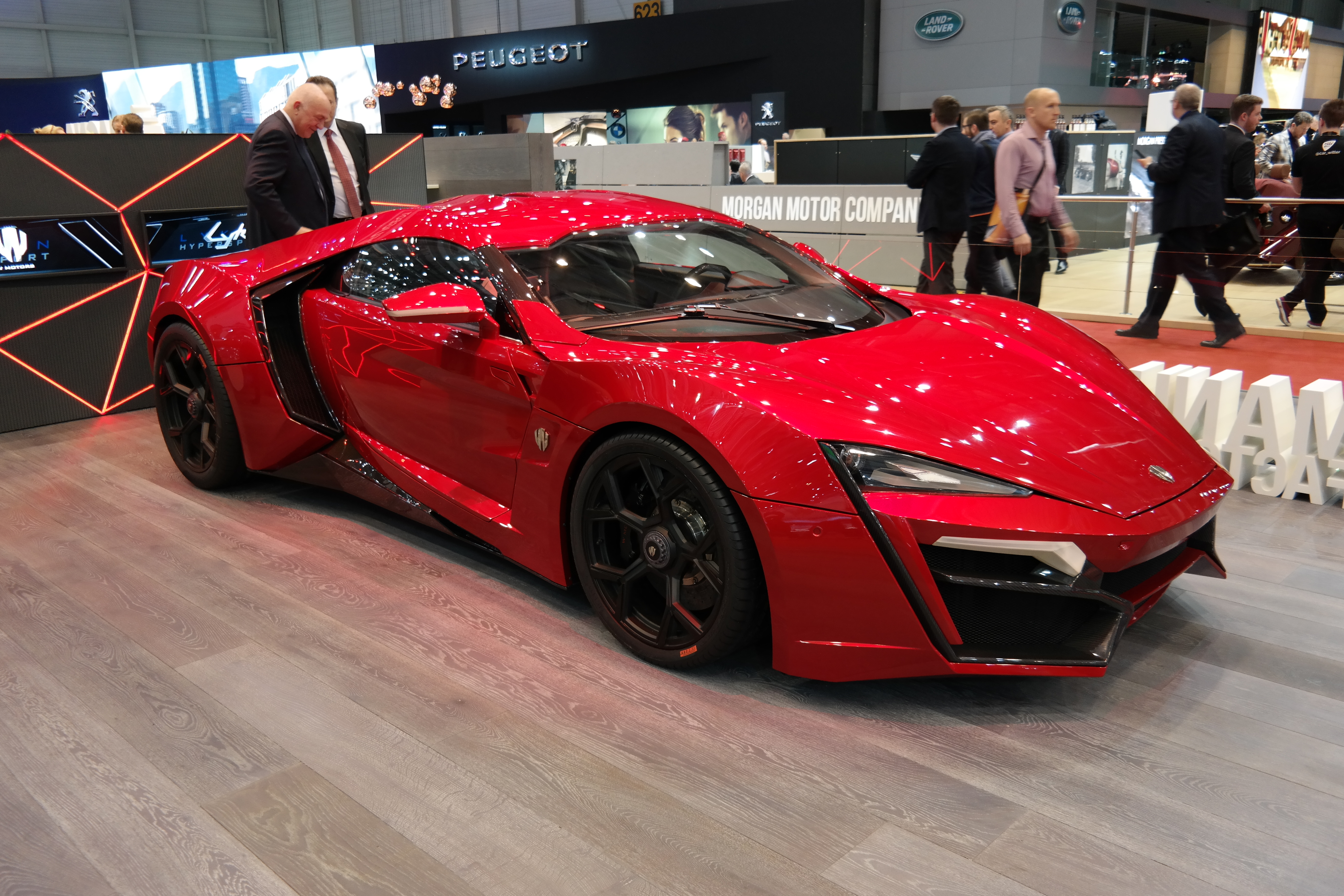
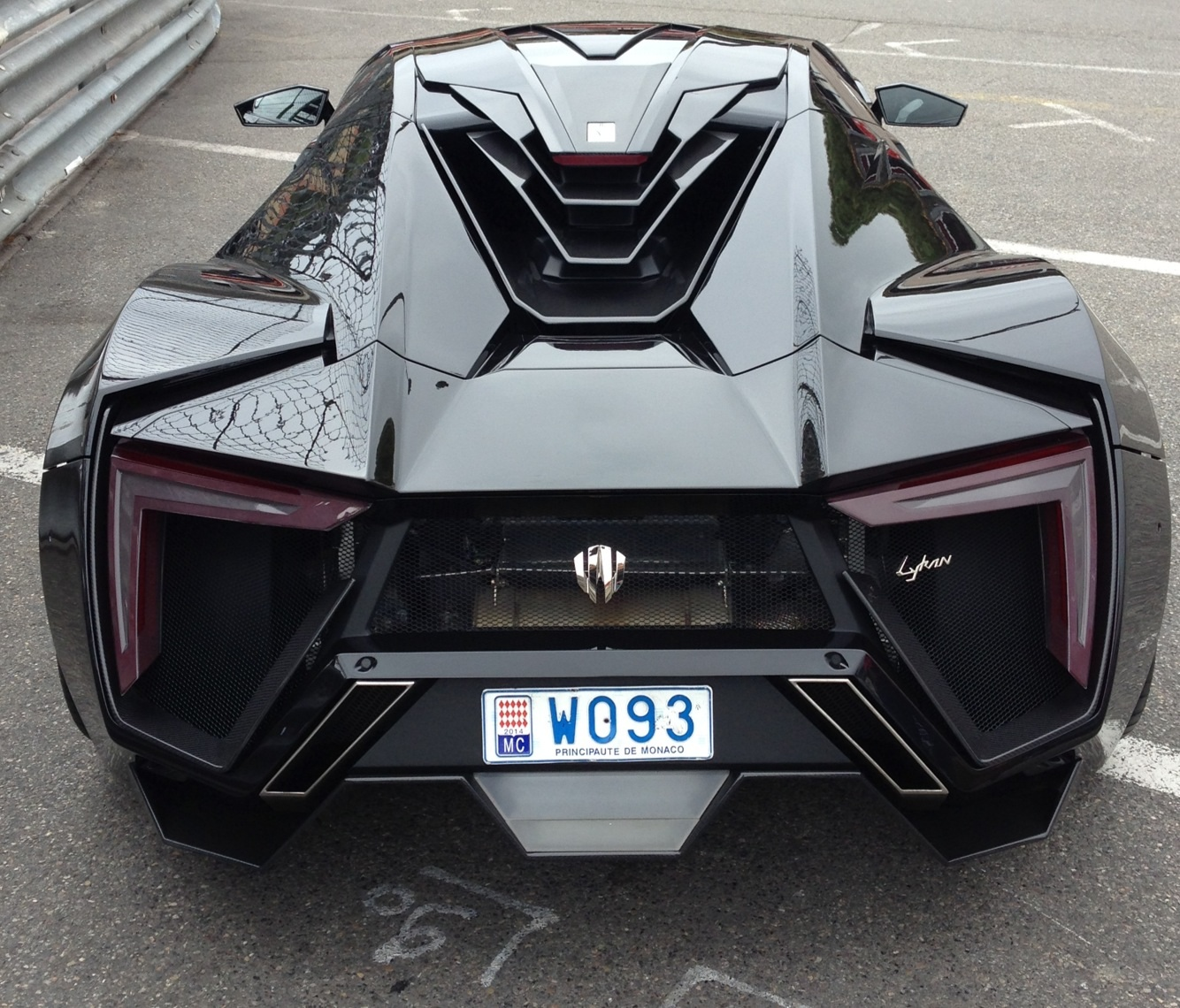
후방
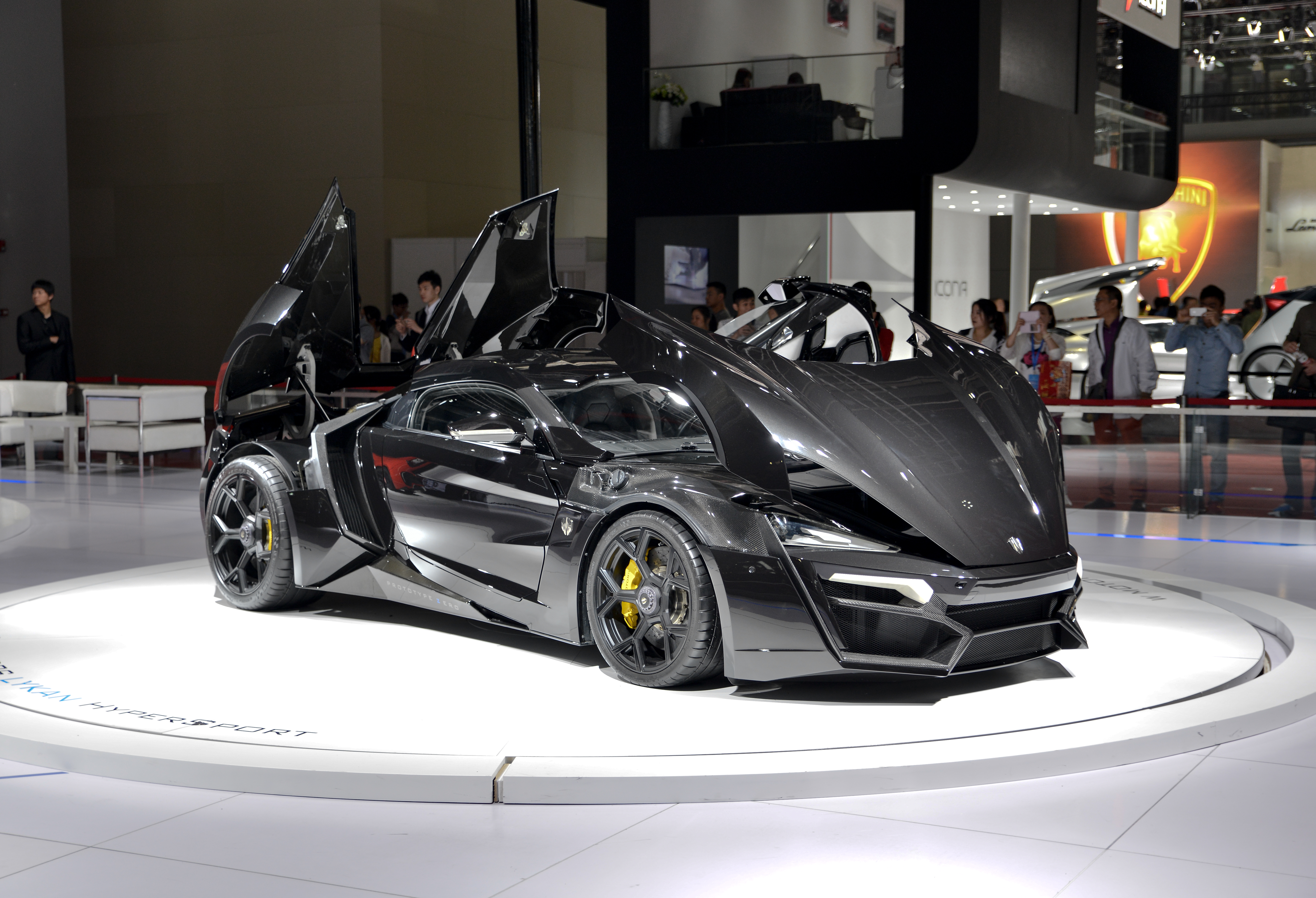
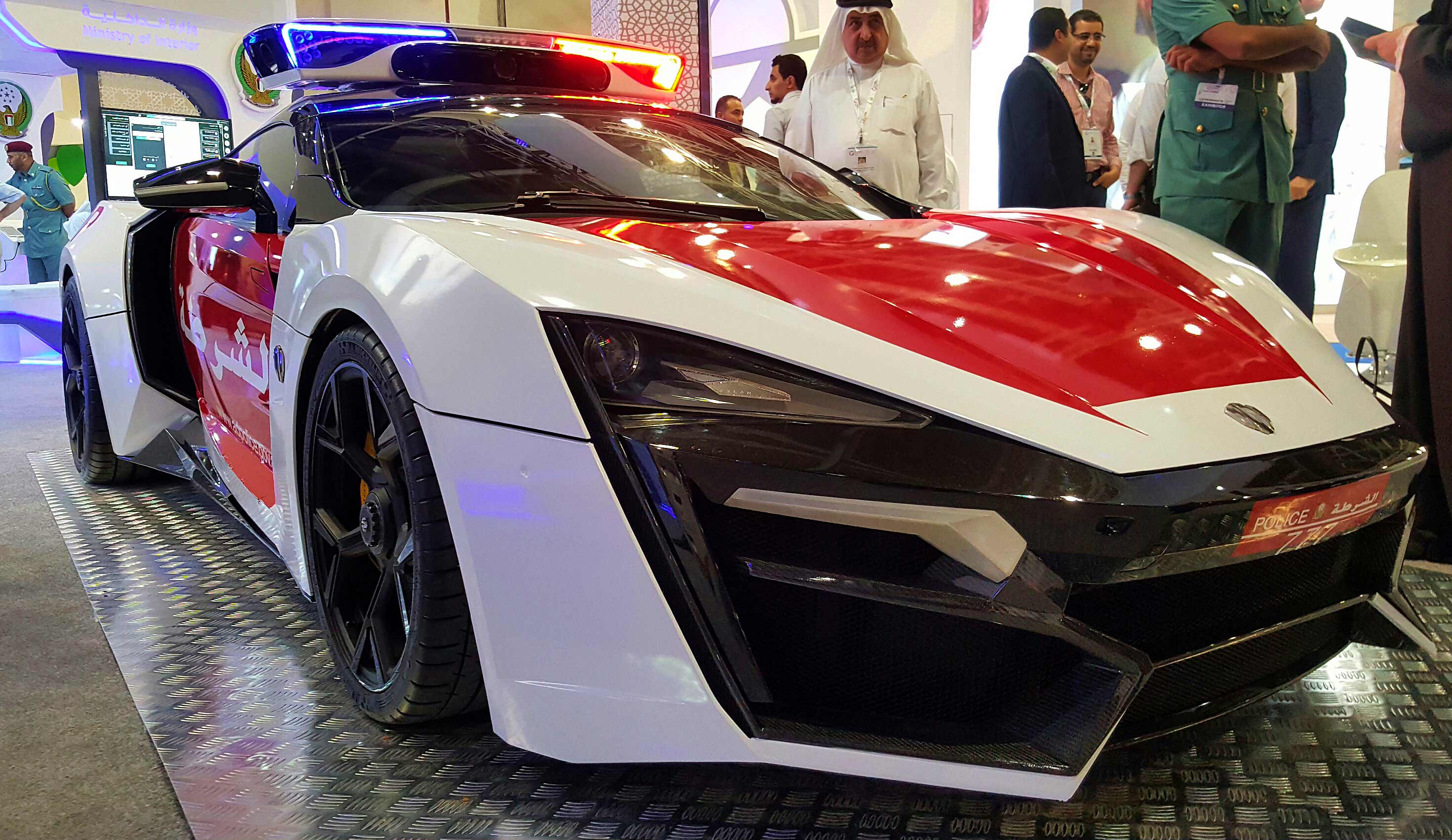